# Алиев, Гюль Бала Ага Бала оглы
Гюль Бала Ага Бала оглы Алиев (азерб. Gülbala Ağabala oğlu Əliyev; 5 декабря 1879, Бильгя — 27 марта 1971, Баку) — советский азербайджанский революционер и нефтяник.

## Биография
Гюль Бала Алиев родился в 1879 году в селе Бильгя Бакинской губернии (ныне пгт Бильгях Сабунчинского района Азербайджана).
Начал трудовую деятельность в 1898 году на Биби-Эйбатских нефтепромыслах. Алиев был активным участником вооруженного восстания в Баку, сыграв роль в установлении Советской власти в Баку 28 апреля 1920 года. С 1922 года участвует в осушке Биби-Эйбатской бухты, с 1923 года мастер сложных ремонтных работ, с 1946 года инженер НГПУ имени 26 Бакинских комиссаров. Возобновил производство на большом количестве нефтяных скважин, начал реконструкцию нефтепромышленности Азербайджана, приложил большие усилия для воспитания достойного поколения нефтяников-специалистов.
Указом Президиума Верховного Совета СССР от 8 мая 1948 года за выдающиеся успехи в реконструкции нефтяной и газовой промышленности СССР, большой вклад в повышение эффективности производства и качества продукции Алиеву Гюль Бале Ага Бала оглы присвоено звание Героя Социалистического Труда с вручением ордена Ленина и золотой медали «Серп и Молот».
Дважды кавалер Ордена Ленина (08.05.1948, 15.05.1951), кавалер Ордена Октябрьской Революции (30.03.1971), Ордена Трудового Красного Знамени (27.04.1940). Ветеран нефтяной промышленности СССР, почетный нефтяник СССР, мастер нефти Азербайджанской ССР (04.11.1940).
В 1961 году был снят документальный фильм «Наш Гюльбала» про жизнь нефтяника.
Депутат Верховного Совета СССР 3 созыва, Верховного Совета Азербайджанской ССР 5-го созыва.
Скончался в 1971 году на 92 году жизни. Похоронен на Аллее почётного захоронения в Баку.
В честь Алиева названа улица в Баку и воздвигнут памятник.